# Verenigde Staten op de Olympische Winterspelen 2002
Tijdens de Olympische Winterspelen van 2002, die in Salt Lake City werden gehouden, nam het gastland Verenigde Staten voor de negentiende keer deel.

## Medailleoverzicht
| Sport          | Olympiër                                               | Discipline               | Medaille |
| -------------- | ------------------------------------------------------ | ------------------------ | -------- |
| Bobsleeën      | Jill Bakken Vonetta Flowers                            | 2-mansbob (v)            | Goud     |
| Kunstrijden    | Sarah Hughes                                           | vrouwen                  | Goud     |
| Schaatsen      | Casey FitzRandolph                                     | 500 m (m)                | Goud     |
| Schaatsen      | Derek Parra                                            | 1500 m (m)               | Goud     |
| Schaatsen      | Chris Witty                                            | 1000 m (v)               | Goud     |
| Shorttrack     | Apolo Anton Ohno                                       | 1500 m (m)               | Goud     |
| Skeleton       | Jim Shea jr.                                           | mannen                   | Goud     |
| Skeleton       | Tristan Gale                                           | vrouwen                  | Goud     |
| Snowboarden    | Ross Powers                                            | halfpipe (m)             | Goud     |
| Snowboarden    | Kelly Clark                                            | halfpipe (v)             | Goud     |
| Alpineskiën    | Bode Miller                                            | reuzenslalom (m)         | Zilver   |
| Alpineskiën    | Bode Miller                                            | combinatie (m)           | Zilver   |
| Bobsleeën      | Todd Hays Randy Jones Bill Schuffenhauer Garrett Hines | 4-mansbob (m)            | Zilver   |
| Freestyleskiën | Travis Mayer                                           | moguls (m)               | Zilver   |
| Freestyleskiën | Joe Pack                                               | aerials (m)              | Zilver   |
| Freestyleskiën | Shannon Bahrke                                         | moguls (v)               | Zilver   |
| Rodelen        | Brian Martin Mark Grimmette                            | dubbel                   | Zilver   |
| Schaatsen      | Derek Parra                                            | 5000 m (m)               | Zilver   |
| Shorttrack     | Apolo Anton Ohno                                       | 1000 m (m)               | Zilver   |
| Skeleton       | Lea Ann Parsley                                        | vrouwen                  | Zilver   |
| Snowboarden    | Danny Kass                                             | halfpipe (m)             | Zilver   |
| IJshockey      | Olympisch team                                         | mannen                   | Zilver   |
| IJshockey      | Olympisch team                                         | vrouwen                  | Zilver   |
| Bobsleeën      | Brian Shimer Mike Kohn Doug Sharp Dan Steele           | 4-mansbob (m)            | Brons    |
| Kunstrijden    | Timothy Goebel                                         | mannen                   | Brons    |
| Kunstrijden    | Michelle Kwan                                          | vrouwen                  | Brons    |
| Rodelen        | Chris Thorpe Clay Ives                                 | dubbel                   | Brons    |
| Schaatsen      | Jennifer Rodriguez                                     | 1000 m (v)               | Brons    |
| Schaatsen      | Jennifer Rodriguez                                     | 1500 m (v)               | Brons    |
| Schaatsen      | Kip Carpenter                                          | 500 m (m)                | Brons    |
| Schaatsen      | Joey Cheek                                             | 1000 m (m)               | Brons    |
| Shorttrack     | Rusty Smith                                            | 500 m (m)                | Brons    |
| Snowboarden    | JJ Thomas                                              | halfpipe (m)             | Brons    |
| Snowboarden    | Chris Klug                                             | parallelreuzenslalom (m) | Brons    |

## Deelnemers en resultaten
(m) = mannen, (v) = vrouwen 

### Alpineskiën
| Olympiër         | Discipline       | Resultaat | Prestatie                                                        |
| ---------------- | ---------------- | --------- | ---------------------------------------------------------------- |
| Jakub Fiala      | afdaling (m)     | 27e       | 1.41,84 (+2,71)                                                  |
| Jakub Fiala      | combinatie (m)   | 19e       | 3.30,43 (+12,87) afdaling: 1.41,85 slalom: 1.48,58 — 51,24+57,34 |
| Chip Knight      | slalom (m)       | 11e       | 1.44,86 (+3,80) — 50,85+54,01                                    |
| Scott Macartney  | afdaling (m)     | 29e       | 1.41,86 (+2,73)                                                  |
| Scott Macartney  | super g (m)      | 25e       | 1.25,80 (+4,22)                                                  |
| Bode Miller      | reuzenslalom (m) | Zilver    | 2.24,16 (+0,88) — 1.12,89+1.11,27                                |
| Bode Miller      | slalom (m)       | 24e       | 1.52,79 (+11,73) — 48,37+1.04,42                                 |
| Bode Miller      | combinatie (m)   | Zilver    | 3.17,84 (+0,28) afdaling: 1.41,23 slalom: 1.36,61 — 46,88+49,73  |
| Casey Puckett    | combinatie (m)   | dnf-s1    | opgave slalom run 1 afdaling: 1.41,80                            |
| Daron Rahlves    | afdaling (m)     | 16e       | 1.40,84 (+1,71)                                                  |
| Daron Rahlves    | super g (m)      | 8e        | 1.22,48 (+0,90)                                                  |
| Tom Rothrock     | slalom (m)       | dnf-2     | opgave run 2 — 50,61+dnf                                         |
| Erik Schlopy     | reuzenslalom (m) | dns-2     | niet gestart run 2 — 1.24,06+dns                                 |
| Erik Schlopy     | slalom (m)       | 13e       | 1.45,21 (+4,15) — 51,27+53,94                                    |
| Dane Spencer     | reuzenslalom (m) | 16e       | 2.25,68 (+2,40) — 1.14,03+1.11,65                                |
| Marco Sullivan   | afdaling (m)     | 9e        | 1.40,37 (+1,24)                                                  |
| Marco Sullivan   | super g (m)      | dnf       | opgave                                                           |
| Thomas Vonn      | super g (m)      | 9e        | 1.23,22 (+1,64)                                                  |
| Thomas Vonn      | reuzenslalom (m) | 19e       | 2.26,46 (+3,18) — 1.14,59+1.11,87                                |
|                  |                  |           |                                                                  |
| Kirsten Clark    | afdaling (v)     | 12e       | 1.41,03 (+1,47)                                                  |
| Kirsten Clark    | super g (v)      | 14e       | 1.15,13 (+1,54)                                                  |
| Kirsten Clark    | reuzenslalom (v) | 26e       | 2.36,42 (+6,41) — 1.18,38+1.18,04                                |
| Lindsey Kildow   | slalom (v)       | 32e       | 2.00,73 (+14,63) — 56,84+1.03,89                                 |
| Lindsey Kildow   | combinatie (v)   | 6e        | 2.48,05 (+4,77) slalom: 1.31,44 — 45,95+45,49 afdaling: 1.16,61  |
| Kristina Koznick | reuzenslalom (v) | 17e       | 2.34,22 (+4,21) — 1.18,04+1.16,18                                |
| Kristina Koznick | slalom (v)       | dnf-1     | opgave run 1                                                     |
| Caroline Lalive  | afdaling (v)     | dnf       | opgave                                                           |
| Caroline Lalive  | super g (v)      | dnf       | opgave                                                           |
| Caroline Lalive  | combinatie (v)   | dns-s2    | niet gestart slalom run 2 slalom: — 1.02,45+dns                  |
| Julia Mancuso    | combinatie (v)   | 13e       | 2.51,33 (+8,05) slalom: 1.33,73 — 47,66+46,07 afdaling: 1.17,60  |
| Jonna Mendes     | afdaling (v)     | 11e       | 1.40,97 (+1,41)                                                  |
| Jonna Mendes     | super g (v)      | 16e       | 1.15,25 (+1,66)                                                  |
| Katie Monahan    | super g (v)      | 17e       | 1.15,59 (+2,00)                                                  |
| Tasha Nelson     | slalom (v)       | dnf-1     | opgave run 1                                                     |
| Sarah Schleper   | reuzenslalom (v) | 21e       | 2.35,96 (+5,95) — 1.18,61+1.17,35                                |
| Sarah Schleper   | slalom (v)       | dnf-1     | opgave run 1                                                     |
| Alex Shaffer     | reuzenslalom (v) | 28e       | 2.37,38 (+7,37) — 1.19,38+1.18,00                                |
| Picabo Street    | afdaling (v)     | 16e       | 1.41,17 (+1,61)                                                  |

### Biatlon
| Olympiër                                                             | Discipline                | Resultaat | Prestatie |
| -------------------------------------------------------------------- | ------------------------- | --------- | --- |
| Dan Campbell                                                         | 20 km (m)                 | 76e       | 1:00.58,6 (+9.55,3) pen.: 6 (2 + 1 + 2 + 1) |
| Jay Hakkinen                                                         | 10 km sprint (m)          | 26e       | 26.43,5 (+1.52,2) pen.: 1 (1 + 0) |
| Jay Hakkinen                                                         | 12,5 km achtervolging (m) | 13e       | +1.37,2 pen.: 1 (0 + 0 + 0 + 1) |
| Jay Hakkinen                                                         | 20 km (m)                 | 26e       | 55.13,8 (+4.10,5) pen.: 3 (0 + 2 + 0 + 1) |
| Lawton Redman                                                        | 10 km sprint (m)          | 54e       | 27.43,4 (+2.52,1) pen.: 2 (1 + 1) |
| Lawton Redman                                                        | 12,5 km achtervolging (m) | 52e       | +6.24,4 pen.: 6 (1 + 0 + 3 + 2) |
| Jeremy Teela                                                         | 10 km sprint (m)          | 20e       | 26.36,6 (+1.45,3) pen.: 2 (0 + 2) |
| Jeremy Teela                                                         | 12,5 km achtervolging (m) | 23e       | +2.43,5 pen.: 3 (0 + 1 + 2 + 0) |
| Jeremy Teela                                                         | 20 km (m)                 | 14e       | 53.56,5 (+2.53,2) pen.: 2 (1 + 1 + 0 + 0) |
| Team Jeremy Teela Jay Hakkinen Dan Campbell Lawton Redman            | 4x7,5 km estafette (m)    | 15e       | 1:30.27,1 (+6.44,8) pen.: 2-18 23.06,9 pen.: 1-6 (0-3 + 1-3) 21.55,0 pen.: 0-4 (0-3 + 0-1) 23.01,0 pen.: 1-4 (0-1 + 1-3) 22.24,2 pen.: 0-4 (0-1 + 0-3)  |
|                                                                      |                           |           | |
| Andrea Nahrgang                                                      | 7,5 km sprint (v)         | 50e       | 23.48,7 (+3.07,3) pen.: 1 (1 + 0) |
| Andrea Nahrgang                                                      | 10 km achtervolging (v)   | 47e       | +7.00,8 pen.: 3 (0 + 1 + 1 + 1) |
| Kristina Sabasteanski                                                | 15 km (v)                 | 55e       | 55.00,9 (+7.31,8) pen.: 4 (0 + 1 + 0 + 3) |
| Kara Salmela                                                         | 7,5 km sprint (v)         | 49e       | 23.44,1 (+3.02,7) pen.: 3 (1 + 2) |
| Kara Salmela                                                         | 10 km achtervolging (v)   | 45e       | +6.00,0 pen.: 5 (2 + 0 + 1 + 2) |
| Kara Salmela                                                         | 15 km (v)                 | 59e       | 57.25,9 (+9.56,8) pen.: 8 (1 + 1 + 2 + 4) |
| Rachel Steer                                                         | 7,5 km sprint (v)         | 60e       | 24.41,7 (+4.00,3) pen.: 3 (2 + 1) |
| Rachel Steer                                                         | 10 km achtervolging (v)   | dnf       | ingehaald |
| Rachel Steer                                                         | 15 km (v)                 | 31e       | 51.50,6 (+4.21,5) pen.: 2 (0 + 1 + 1 + 0) |
| Team Andrea Nahrgang Kara Salmela Rachel Steer Kristina Sabasteanski | 4x7,5 km estafette (v)    | 15e       | 1:41.16,0 (+13.21,0) pen.: 3-16 25.23,7 pen.: 1-3 (0-0 + 1-3) 25.45,6 pen.: 1-6 (1-3 + 0-3) 24.21,1 pen.: 0-2 (0-2 + 0-0) 25.45,6 pen.: 1-5 (0-2 + 1-3) |

### Bobsleeën
| Olympiër                                               | Discipline                        | Resultaat | Prestatie                                       |
| ------------------------------------------------------ | --------------------------------- | --------- | ----------------------------------------------- |
| Todd Hays Garrett Hines                                | 2-mansbob (m) Verenigde Staten I  | 4e        | 3.10,65 (+0,54) (47,71 / 47,70 / 47,61 / 47,63) |
| Brian Shimer Darrin Steele                             | 2-mansbob (m) Verenigde Staten II | 9e        | 3.11,93 (+1,82) (47,92 / 47,99 / 48,07 / 47,95) |
| Todd Hays Randy Jones Bill Schuffenhauer Garrett Hines | 4-mansbob (m) Verenigde Staten I  | Zilver    | 3.07,81 (+0,30) (46,65 / 46,61 / 47,22 / 47,33) |
| Brian Shimer Mike Kohn Doug Sharp Dan Steele           | 4-mansbob (m) Verenigde Staten II | Brons     | 3.07,86 (+0,35) (46,83 / 46,82 / 46,98 / 47,23) |
| Jean Racine Gea Johnson                                | 2-mansbob (v) Verenigde Staten I  | 5e        | 1.38,73 (+0,97) (49,31 / 49,42)                 |
| Jill Bakken Vonetta Flowers                            | 2-mansbob (v) Verenigde Staten II | Goud      | 1.37,76 (48,81 / 48,95)                         |

### Curling
| Olympiër                                                                      | Discipline | Resultaat | Prestatie |
| ----------------------------------------------------------------------------- | ---------- | --------- | --- |
| Tim Somerville Mike Schneeberger Myles Brundidge John Gordon Don Barcombe jr. | mannen     | 7e        | Groepsfase: 10- 5 Verenigde Staten - Zweden 3- 8 Verenigde Staten - Canada 8- 9 Verenigde Staten - Duitsland 5- 6 Verenigde Staten - Noorwegen 6- 2 Verenigde Staten - Zwitserland 8- 3 Verenigde Staten - Frankrijk 7- 9 Verenigde Staten - Denemarken 4- 6 Verenigde Staten - Finland 6- 7 Verenigde Staten - Groot-Brittannië                                                                                               |
| Kari Erickson Debbie McCormick Stacey Liapis Ann Swisshelm Joni Cotten        | vrouwen    | 4e        | Groepsfase: 8- 7 Verenigde Staten - Japan 6- 5 Verenigde Staten - Zweden 4- 6 Verenigde Staten - Canada 4- 9 Verenigde Staten - Denemarken 6- 7 Verenigde Staten - Zwitserland 11- 4 Verenigde Staten - Rusland 7- 6 Verenigde Staten - Duitsland 6- 5 Verenigde Staten - Groot-Brittannië 11- 2 Verenigde Staten - Noorwegen Halve finale: 4- 9 Verenigde Staten - Zwitserland Bronzen finale: 5- 9 Verenigde Staten - Canada |

### Freestyleskiën
| Olympiër        | Discipline  | Resultaat | Prestatie                           |
| --------------- | ----------- | --------- | ----------------------------------- |
| Travis Mayer    | moguls (m)  | Zilver    | 27,59 p. (kwalificatie: 27,05 p.)   |
| Jonny Moseley   | moguls (m)  | 4e        | 26,78 p. (kwalificatie: 25,13 p.)   |
| Jeremy Bloom    | moguls (m)  | 9e        | 26,19 p. (kwalificatie: 25,98 p.)   |
| Evan Dybvig     | moguls (m)  | 28e       | dnq (kwalificatie: 9,96 p.)         |
| Joe Pack        | aerials (m) | Zilver    | 251,64 p. (kwalificatie: 243,26 p.) |
| Brian Currutt   | aerials (m) | 6e        | 245,19 p. (kwalificatie: 226,01 p.) |
| Jeret Peterson  | aerials (m) | 9e        | 238,05 p. (kwalificatie: 237,39 p.) |
| Eric Bergoust   | aerials (m) | 12e       | 218,49 p. (kwalificatie: 244,30 p.) |
| Shannon Bahrke  | moguls (v)  | Zilver    | 25,06 p. (kwalificatie: 23,74 p.)   |
| Hannah Hardaway | moguls (v)  | 5e        | 24,77 p. (kwalificatie: 23,84 p.)   |
| Ann Battelle    | moguls (v)  | 7e        | 24,62 p. (kwalificatie: 24,10 p.)   |
| Jillian Vogtli  | moguls (v)  | 18e       | dnq (kwalificatie: 22,16 p.)        |
| Tracy Evans     | aerials (v) | 14e       | dnq (kwalificatie: 152,07 p.)       |
| Brenda Petzold  | aerials (v) | 17e       | dnq (kwalificatie: 137,80 p.)       |

### Kunstrijden
| Olympiër                      | Discipline | Resultaat | Prestatie                                                 |
| ----------------------------- | ---------- | --------- | --------------------------------------------------------- |
| Timothy Goebel                | mannen     | Brons     | 4,5 p. (korte kür: 3 - lange kür: 3)                      |
| Todd Eldredge                 | mannen     | 6e        | 10,5 p. (korte kür: 9 - lange kür: 6)                     |
| Michael Weiss                 | mannen     | 7e        | 11,0 p. (korte kür: 8 - lange kür: 7)                     |
| Sarah Hughes                  | vrouwen    | Goud      | 3,0 p. (korte kür: 4 - lange kür: 1)                      |
| Michelle Kwan                 | vrouwen    | Brons     | 3,5 p. (korte kür: 1 - lange kür: 3)                      |
| Sasha Cohen                   | vrouwen    | 4e        | 5,5 p. (korte kür: 3 - lange kür: 4)                      |
| Kyoko Ina John Zimmerman      | paarrijden | 5e        | 7,5 p. (korte kür: 5 - lange kür: 5)                      |
| Tiffany Scott Philip Dulebohn | paarrijden | 13e       | 18,5 p. (korte kür: 11 - lange kür: 13)                   |
| Naomi Lang Peter Tchernyshev  | ijsdansen  | 11e       | 22,2 p. (verpl.1: 12 - verpl.2: 11 - org.: 11 - vrij: 11) |
| Beata Handra Charles Sinek    | ijsdansen  | 23e       | 44,2 p. (verpl.1: 20 - verpl.2: 20 - org.: 22 - vrij: 23) |

### Langlaufen
| Olympiër                                                   | Discipline                       | Resultaat | Prestatie                                                       |
| ---------------------------------------------------------- | -------------------------------- | --------- | --------------------------------------------------------------- |
| John Bauer                                                 | 15 km klassiek (m)               | 12e       | 38.55,7 (+1.48,3)                                               |
| John Bauer                                                 | 50 km klassiek (m)               | 33e       | 2:19.35,7 (+13.14,9)                                            |
| John Bauer                                                 | achtervolging 10 km+10 km (m)    | 19e       | +1.01,0 (klassiek:27.00,2 + vrije stijl:23.49,9)                |
| Lars Flora                                                 | sprint (m)                       | 36e       | dnq, kwal.:3.01,41 (+11,34)                                     |
| Lars Flora                                                 | 15 km klassiek (m)               | 54e       | 42.11,5 (+5.04,1)                                               |
| Lars Flora                                                 | 30 km vrije stijl massastart (m) | 54e       | 1:20.42,7 (+9.11,7)                                             |
| Kris Freeman                                               | sprint (m)                       | 41e       | dnq, kwal.:3.02,68 (+12,61)                                     |
| Kris Freeman                                               | 15 km klassiek (m)               | 22e       | 39.34,3 (+2.26,9)                                               |
| Kris Freeman                                               | achtervolging 10 km+10 km (m)    | 14e       | +43,1 (klassiek:26.57,3 + vrije stijl:23.35,0)                  |
| Andrew Johnson                                             | 30 km vrije stijl massastart (m) | 21e       | 1:14.26,9 (+2.55,9)                                             |
| Andrew Johnson                                             | 50 km klassiek (m)               | 51e       | 2:32.44,3 (+26.23,5)                                            |
| Torin Koos                                                 | sprint (m)                       | 35e       | dnq, kwal.:3.01,32 (+11,25)                                     |
| Carl Swenson                                               | sprint (m)                       | 29e       | dnq, kwal.:2.58,56 (+8,49)                                      |
| Carl Swenson                                               | 30 km vrije stijl massastart (m) | 56e       | 1:21.17,3 (+9.46,3)                                             |
| Justin Wadsworth                                           | 30 km vrije stijl massastart (m) | dnf       | opgave                                                          |
| Justin Wadsworth                                           | 50 km klassiek (m)               | dnf       | opgave                                                          |
| Justin Wadsworth                                           | achtervolging 10 km+10 km (m)    | 42e       | +2.31,3 (klassiek:28.32,5 + vrije stijl:23.48,2)                |
| Patrick Weaver                                             | 15 km klassiek (m)               | 16e       | 39.24,4 (+2.17,0)                                               |
| Patrick Weaver                                             | achtervolging 10 km+10 km (m)    | 45e       | +2.50,3 (klassiek:27.38,3 + vrije stijl:25.01,2)                |
| Team John Bauer Kris Freeman Justin Wadsworth Carl Swenson | 4x10 km estafette (m)            | 5e        | 1:34.05,5 (+1.20,0) 24.40,9 24.34,9 22.40,7 22.09,0             |
|                                                            |                                  |           |                                                                 |
| Tessa Benoit                                               | sprint (v)                       | 38e       | dnq, kwal.:3.28,35 (+15,59)                                     |
| Tessa Benoit                                               | 10 km klassiek (v)               | 52e       | 33.09,1 (+5.03,5)                                               |
| Kristina Joder                                             | sprint (v)                       | 48e       | dnq, kwal.:3.34,18 (+21,42)                                     |
| Kristina Joder                                             | 15 km vrije stijl massastart (v) | 53e       | 48.06,0 (+8.11,6)                                               |
| Barb Jones                                                 | 15 km vrije stijl massastart (v) | 43e       | 45.04,3 (+5.09,9)                                               |
| Barb Jones                                                 | 30 km klassiek (v)               | 35e       | 1:45.18,7 (+14.21,6)                                            |
| Nina Kemppel                                               | 10 km klassiek (v)               | 38e       | 30.51,9 (+2.46,3)                                               |
| Nina Kemppel                                               | 15 km vrije stijl massastart (v) | 29e       | 42.53,1 (+2.58,7)                                               |
| Nina Kemppel                                               | 30 km klassiek (v)               | 15e       | 1:37.08,7 (+6.11,6)                                             |
| Nina Kemppel                                               | achtervolging 5 km+5 km (v)      | 30e       | +1.17,9 (klassiek:13.58,1 + vrije stijl:12.29,8)                |
| Aelin Peterson                                             | sprint (v)                       | 46e       | dnq, kwal.:3.34,05 (+21,29)                                     |
| Aelin Peterson                                             | 10 km klassiek (v)               | 53e       | 33.18,9 (+5.13,3)                                               |
| Aelin Peterson                                             | achtervolging 5 km+5 km (v)      | 51e       | niet geplaatst vrije stijl (klassiek:14.33,7 + vrije stijl:dnq) |
| Kikkan Randall                                             | sprint (v)                       | 44e       | dnq, kwal.:3.30,27 (+17,51)                                     |
| Kikkan Randall                                             | achtervolging 5 km+5 km (v)      | 60e       | niet geplaatst vrije stijl (klassiek:14.53,0 + vrije stijl:dnq) |
| Wendy Wagner                                               | 10 km klassiek (v)               | 36e       | 30.50,7 (+2.45,1)                                               |
| Wendy Wagner                                               | 30 km klassiek (v)               | 23e       | 1:39.54,8 (+8.57,7)                                             |
| Wendy Wagner                                               | achtervolging 5 km+5 km (v)      | 48e       | +2.15,2 (klassiek:14.11,1 + vrije stijl:13.14,1)                |
| Team Wendy Wagner Nina Kemppel Barb Jones Aelin Peterson   | 4x5 km estafette (v)             | 13e       | 53.23,4 (+3.52,8) 14.03,4 13.49,9 12.35,2 12.54,9               |

### Noordse combinatie
| Olympiër                                                  | Discipline      | Resultaat | Prestatie |
| --------------------------------------------------------- | --------------- | --------- | --- |
| Matt Dayton                                               | individueel (m) | 18e       | +4.00,6 — schans: 209,5 p — 15 km: 38.22,3 |
| Matt Dayton                                               | sprint (m)      | 36e       | +2.35,8 — schans: 87,1 p — 7,5 km: 16.57,9 |
| Bill Demong                                               | individueel (m) | 19e       | +4.06,4 — schans: 239,5 p — 15 km: 40.58,1 |
| Bill Demong                                               | sprint (m)      | 14e       | +1.16,0 — schans: 108,2 p — 7,5 km: 16.57,1 |
| Todd Lodwick                                              | individueel (m) | 7e        | +2.27,7 — schans: 240,5 p — 15 km: 39.24,4 |
| Todd Lodwick                                              | sprint (m)      | 5e        | +52,0 — schans: 109,0 p — 7,5 km: 16.36,1 |
| Johnny Spillane                                           | individueel (m) | 32e       | +5.53,8 — schans: 218,0 p — 15 km: 40.57,5 |
| Johnny Spillane                                           | sprint (m)      | 32e       | +1.56,3 — schans: 91,3 p — 7,5 km: 16.34,4 |
| Team Todd Lodwick Matt Dayton Johnny Spillane Bill Demong | team (m)        | 4e        | +1.22,9 — schans: 905,0 p — 20 km: 48.20,1 schans: 239,5 p — 5 km: 12.07,7 schans: 201,0 p — 5 km: 11.50,4 schans: 215,5 p — 5 km: 12.23,7 schans: 249,0 p — 5 km: 11.58,3 |

### Rodelen
| Olympiër                    | Discipline | Resultaat | Prestatie                                             |
| --------------------------- | ---------- | --------- | ----------------------------------------------------- |
| Adam Heidt                  | mannen     | 4e        | 2.58,606 (+0,665) (44,660 / 44,750 / 44,421 / 44,775) |
| Tony Benshoof               | mannen     | 17e       | 3.00,102 (+2,161) (44,776 / 45,653 / 44,787 / 44,886) |
| Nick Sullivan               | mannen     | 26e       | 3.02,093 (+4,152) (45,439 / 45,309 / 45,726 / 45,619) |
| Becky Wilczak               | vrouwen    | 5e        | 2.54,254 (+1,790) (43,509 / 43,481 / 43,420 / 43,844) |
| Ashley Hayden               | vrouwen    | 8e        | 2.54,658 (+2,194) (43,765 / 43,645 / 43,428 / 43,820) |
| Courtney Zablocki           | vrouwen    | 13e       | 2.55,154 (+2,690) (43,934 / 44,103 / 43,734 / 43,383) |
| Brian Martin Mark Grimmette | dubbel     | Zilver    | 1.26,216 (+0,134) (43,111 / 43,105)                   |
| Chris Thorpe Clay Ives      | dubbel     | Brons     | 1.26,220 (+0,138) (43,013 / 43,207)                   |

### Schaatsen
| Olympiër           | Discipline   | Resultaat | Prestatie                     |
| ------------------ | ------------ | --------- | ----------------------------- |
| KC Boutiette       | 5000 m (m)   | 5e        | 6.22,97 (+8,31)               |
| Kip Carpenter      | 500 m (m)    | Brons     | 1.09,47 (+0,24) — 34,68+34,79 |
| Kip Carpenter      | 1000 m (m)   | 4e        | 1.07,89 (+0,71)               |
| Joey Cheek         | 500 m (m)    | 6e        | 1.09,60 (+0,37) — 34,78+34,82 |
| Joey Cheek         | 1000 m (m)   | Brons     | 1.07,61 (+0,43)               |
| Joey Cheek         | 1500 m (m)   | 4e        | 1.45,34 (+1,39)               |
| Casey FitzRandolph | 500 m (m)    | Goud      | 1.09,23 — 34,42+34,81         |
| Casey FitzRandolph | 1000 m (m)   | 7e        | 1.08,15 (+0,97)               |
| Jason Hedstrand    | 10.000 m (m) | 12e       | 13.32,99 (+34,07)             |
| Derek Parra        | 1500 m (m)   | Goud      | 1.43,95                       |
| Derek Parra        | 5000 m (m)   | Zilver    | 6.17,98 (+3,32)               |
| Derek Parra        | 10.000 m (m) | 13e       | 13.33,44 (+34,52)             |
| Nick Pearson       | 1000 m (m)   | 6e        | 1.07,97 (+0,79)               |
| Nick Pearson       | 1500 m (m)   | 6e        | 1.45,51 (+1,56)               |
| Marc Pelchat       | 500 m (m)    | 28e       | 1.12,58 (+3,35) — 37,59+34,99 |
| JP Shilling        | 1500 m (m)   | 14e       | 1.46,29 (+2,34)               |
| Jondon Trevena     | 5000 m (m)   | 15e       | 6.30,15 (+15,49)              |
|                    |              |           |                               |
| Annie Driscoll     | 3000 m (v)   | 21e       | 4.15,61 (+17,91)              |
| Annie Driscoll     | 5000 m (v)   | 14e       | 7.35,23 (+48,32)              |
| Elli Ochowicz      | 500 m (v)    | 22e       | 1.17,71 (+2,96) — 38,85+38,86 |
| Catherine Raney    | 3000 m (v)   | 13e       | 4.07,59 (+9,89)               |
| Catherine Raney    | 5000 m (v)   | 9e        | 7.06,89 (+19,98)              |
| Jennifer Rodriguez | 1000 m (v)   | Brons     | 1.14,24 (+0,41)               |
| Jennifer Rodriguez | 1500 m (v)   | Brons     | 1.55,32 (+1,30)               |
| Jennifer Rodriguez | 3000 m (v)   | 7e        | 4.04,99 (+7,29)               |
| Amy Sannes         | 500 m (v)    | dnf       | opgave — 38,86+00,00          |
| Amy Sannes         | 1000 m (v)   | 14e       | 1.15,09 (+1,26)               |
| Amy Sannes         | 1500 m (v)   | 8e        | 1.56,29 (+2,27)               |
| Becky Sundstrom    | 500 m (v)    | 20e       | 1.17,60 (+2,85) — 38,89+38,71 |
| Becky Sundstrom    | 1000 m (v)   | 16e       | 1.15,88 (+2,05)               |
| Becky Sundstrom    | 1500 m (v)   | 13e       | 1.57,33 (+3,31)               |
| Chris Witty        | 500 m (v)    | 14e       | 1.16,73 (+1,98) — 38,37+38,36 |
| Chris Witty        | 1000 m (v)   | Goud      | 1.13,83                       |
| Chris Witty        | 1500 m (v)   | 5e        | 1.55,71 (+1,69)               |

### Schansspringen
| Olympiër                                               | Discipline              | Resultaat | Prestatie |
| ------------------------------------------------------ | ----------------------- | --------- | --- |
| Alan Alborn                                            | normale schans ind. (m) | 11e       | 240,0 p. — 118,0 p. (91,0 m) + 122,0 p. (93,0 m) kwalificatie 11e — 90,0 p. (114,5 m)                                                                                  |
| Alan Alborn                                            | grote schans ind. (m)   | 34e       | 105,4 p. — 105,4 p. (115,5 m) + dnq kwalificatie 4e — 119,5 p. (114,1 m)                                                                                               |
| Brendan Doran                                          | normale schans ind. (m) | 44e       | 96,5 p. — 96,5 p. (82,5 m) + dnq kwalificatie 36e — 80,0 p. (91,5 m)                                                                                                   |
| Brendan Doran                                          | grote schans ind. (m)   | 57e       | kwalificatie 43e — uitgeschakeld: 97,0 p. (68,1 m) |
| Clint Jones                                            | normale schans ind. (m) | 51e       | kwalificatie 39e — uitgeschakeld: 80,0 p. (89,5 m) |
| Clint Jones                                            | grote schans ind. (m)   | 42e       | 94,4 p. — 94,4 p. (110,5 m) + dnq kwalificatie 22e — 111,5 p. (97,2 m)                                                                                                 |
| Tommy Schwall                                          | grote schans ind. (m)   | 65e       | kwalificatie 51e — uitgeschakeld: 85,0 p. (44,0 m) |
| Brian Welch                                            | normale schans ind. (m) | 51e       | kwalificatie 39e — uitgeschakeld: 80,0 p. (89,5 m) |
| Team Brian Welch Tommy Schwall Clint Jones Alan Alborn | grote schans team (m)   | 11e       | 728,4 punten 63,9 p. (95,5 m) + 60,3 p. (93,5 m) 84,0 p. (105,0 m) + 78,6 p. (102,0 m) 109,5 p. (117,5 m) + 102,7 p. (114,0 m) 115,4 p. (120,5 m) + 114,0 p. (120,0 m) |

### Shorttrack
| Olympiër                                                   | Discipline           | Resultaat | Prestatie                                                                       |
| ---------------------------------------------------------- | -------------------- | --------- | ------------------------------------------------------------------------------- |
| Apolo Anton Ohno                                           | 500 m (m)            | 11e       | dnq, hf 2: diskwalificatie, kf 1 (2e): 42,895, vr 2 (2e): 43,214                |
| Apolo Anton Ohno                                           | 1000 m (m)           | Zilver    | Finale: 1.30,160, hf 2 (1e): 1.27,428, kf 2 (1e): 1.28,650, vr 6 (2e): 1.33,167 |
| Apolo Anton Ohno                                           | 1500 m (m)           | Goud      | Finale: 2.18,541, hf 2 (2e): 2.25,152, vr 2 (2e): 2.26,809                      |
| Rusty Smith                                                | 500 m (m)            | Brons     | Finale: 42,027, hf 1 (1e): 41,916, kf 2 (1e): 42,359, vr 4 (2e): 42,849         |
| Rusty Smith                                                | 1000 m (m)           | 9e        | dnq, kf 4 (3e): 1.28,078, vr 7 (1e): 1.28,183                                   |
| Rusty Smith                                                | 1500 m (m)           | 6e        | B-finale: 2.27,155, hf 1 (3e): 2.16,906, vr 3 (1e): 2.25,179                    |
| Ron Biondo Apolo Anton Ohno Rusty Smith Daniel Weinstein   | 5000 m aflossing (m) | 4e        | Finale: 7.03,926, hf 2 (1e): 7.09,788                                           |
|                                                            |                      |           |                                                                                 |
| Caroline Hallisey                                          | 500 m (v)            | 5e        | Finale: 44,679, hf 1 (2e): 44,307, kf 1 (2e): 44,826, vr 8 (2e): 45,535         |
| Caroline Hallisey                                          | 1000 m (v)           | 10e       | dnq, kf 1 (3e): 1.33,007, vr 4 (2e): 1.37,716                                   |
| Amy Peterson                                               | 500 m (v)            | 13e       | dnq, kf 2 (3e): 46,120, vr 6 (2e): 45,448                                       |
| Amy Peterson                                               | 1500 m (v)           | 13e       | dnq, hf 2 (5e): 2.26,118, vr 1 (3e): 2.27,062                                   |
| Erin Porter                                                | 1000 m (v)           | 27e       | dnq, vr 3 (4e): 1.56,409                                                        |
| Erin Porter                                                | 1500 m (v)           | dq        | dnq, vr 3: diskwalificatie                                                      |
| Julie Goskowicz Caroline Hallisey Amy Peterson Erin Porter | 3000 m aflossing (v) | 7e        | B-finale: 4.20,730, hf 2 (4e): 4.36,002                                         |

### Skeleton
| Olympiër        | Discipline | Resultaat | Prestatie                     |
| --------------- | ---------- | --------- | ----------------------------- |
| Jim Shea jr.    | mannen     | Goud      | 1.41,96 — 50,89+51,07         |
| Lincoln Dewitt  | mannen     | 5e        | 1.42,83 (+0,87) — 51,63+51,20 |
| Chris Soule     | mannen     | 7e        | 1.42,98 (+1,02) — 51,89+51,09 |
| Tristan Gale    | vrouwen    | Goud      | 1.45,11 — 52,26+52,85         |
| Lea Ann Parsley | vrouwen    | Zilver    | 1.45,21 (+0,10) — 52,27+52,94 |

### Snowboarden
| Olympiër             | Discipline                   | Resultaat | Prestatie |
| -------------------- | ---------------------------- | --------- | --- |
| Ross Powers          | halfpipe (m)                 | Goud      | 46,1 p. kwal. 1: 33,9 kwal. 2:42,1 q |
| Danny Kass           | halfpipe (m)                 | Zilver    | 42,5 p. kwal. 1: 36,7 kwal. 2:42,7 q |
| JJ Thomas            | halfpipe (m)                 | Brons     | 42,1 p. kwal. 1: 19,7 kwal. 2:43,5 q |
| Tommy Czeschin       | halfpipe (m)                 | 6e        | 40,6 p. kwal. 1: 41,8 q |
| Chris Klug           | parallel- reuzen- slalom (m) | Brons     | kwalificatie: 37,17 (11e) ronde 1: wint van Jérôme Sylvestre, CAN (-0.31)(+0.26) -0.05 kwartfinale: wint van Walter Feichter, ITA (-1.78)(+0.75) -1.03 halve finale: verliest van Philipp Schoch, SUI (+1.49)(dq) bronzen finale: wint van Nicolas Huet, FRA (-0.15)(-1.21) -1.36 |
| Jeff Greenwood       | parallel- reuzen- slalom (m) | 20e       | dnq kwalificatie: 37,84 |
| Peter Thorndike      | parallel- reuzen- slalom (m) | 27e       | dnq kwalificatie: 38,85 |
| Kelly Clark          | halfpipe (v)                 | Goud      | 47,9 p. kwal. 1: 42,1 q |
| Shannon Dunn-Downing | halfpipe (v)                 | 5e        | 37,2 p. kwal. 1: 31,3 kwal. 2:39,0 q |
| Tricia Byrnes        | halfpipe (v)                 | 6e        | 36,4 p. kwal. 1: 30,8 kwal. 2:35,7 q |
| Lisa Kosglow         | parallel- reuzen- slalom (v) | 8e        | kwalificatie: 42,30 (7e) ronde 1: wint van Åsa Windahl, SWE (-2.07)(+0.75) -1.32 kwartfinale: verliest van Karine Ruby, FRA (+0.63)(+2.07) +2.70 |
| Sondra Van Ert       | parallel- reuzen- slalom (v) | 17e       | dnq kwalificatie: 43,15 |
| Rosey Fletcher       | parallel- reuzen- slalom (v) | 26e       | dnq kwalificatie: 45,11 |
| Lisa Odynski         | parallel- reuzen- slalom (v) | 27e       | dnq kwalificatie: 45,47 |

### IJshockey
| Olympiër | Discipline | Resultaat | Prestatie |
| --- | ---------- | --------- | --- |
| Bill Guerin Mike Dunham Chris Drury Aaron Miller Adam Deadmarsh Mike Richter Tom Poti Scott Young Doug Weight Keith Tkachuk Chris Chelios Tony Amonte Phil Housley Mike York Brian Rolston Tom Barrasso Gary Suter Jeremy Roenick Brian Rafalski Mike Modano Brian Leetch John LeClair Brett Hull | mannen     | Zilver    | Hoofdronde groep D: 6 - 0 Verenigde Staten - Finland 2 - 2 Verenigde Staten - Rusland 8 - 1 Verenigde Staten - Wit-Rusland Kwartfinale: 5 - 0 Verenigde Staten - Duitsland Halve finale: 3 - 2 Verenigde Staten - Rusland Finale: 2 - 5 Verenigde Staten - Canada |
| Sara DeCosta Tara Mounsey Courtney Kennedy Angela Ruggiero Lyndsay Wall Karyn Bye Sue Merz Laurie Baker Andrea Kilbourne Allison Mleczko Jenny Potter Julie Chu Shelley Looney Krissy Wendell Katie King Cammi Granato Natalie Darwitz Chris Bailey Tricia Dunn Sarah Tueting                     | vrouwen    | Zilver    | Voorronde groep B: 10 - 0 Verenigde Staten - Duitsland 12 - 1 Verenigde Staten - China 5 - 0 Verenigde Staten - Finland Halve finale: 4 - 0 Verenigde Staten - Zweden Finale: 2 - 3 Verenigde Staten - Canada                                                     |

Amerikaanse Maagdeneilanden · Andorra · Argentinië · Armenië · Australië · Azerbeidzjan · België · Bermuda · Bosnië en Herzegovina · Brazilië · Bulgarije · Canada · Chili · China · Chinees Taipei · Costa Rica · Cyprus · Denemarken · Duitsland · Estland · Fiji · Finland · Frankrijk · Georgië · Griekenland · Groot-Brittannië · Hongarije · Hongkong · Ierland · IJsland · India · Iran · Israël · Italië · Jamaica · Japan · Joegoslavië · Kameroen · Kazachstan · Kenia · Kirgizië · Kroatië · Letland · Libanon · Liechtenstein · Litouwen · Macedonië · Mexico · Moldavië · Monaco · Mongolië · Nederland · Nepal · Nieuw-Zeeland · Noorwegen · Oekraïne · Oezbekistan · Oostenrijk · Polen · Roemenië · Rusland · San Marino · Slovenië · Slowakije · Spanje · Tadzjikistan · Thailand · Trinidad en Tobago · Tsjechië · Turkije · Venezuela · Verenigde Staten · Wit-Rusland · Zuid-Afrika · Zuid-Korea · Zweden · Zwitserland

Uitgesloten van deelname: Puerto Rico